# Château de Miremont (Chalvignac)
Pour les articles homonymes, voir Château de Miremont.
Le château de Miremont, ou de Miramont, est un château fort en ruine situé à Chalvignac dans le Cantal. Établi à proximité de Mauriac, sa seigneurie relevait en fief des seigneurs de Charlus et en arrière-fief des évêques de Clermont.
Il fait l’objet d’une inscription au titre des monuments historiques depuis le 26 mars 1973.

## Description
Il est situé à 640 mètres d'altitude sur un plateau basaltique au confluent du Labiou et de la Dordogne.
Il était défendu à l'est par un rempart en maçonnerie qui fermait l'éperon. À son extrémité Sud se trouvait la porte d'entrée surmontée d'une tour carrée. Les écuries, qui étaient voutées, étaient adossées à l'intérieur du rempart. Ensuite, un espace vide était creusé d'un fossé, garni d'une contre-escarpe, qui allait jusqu'au bord d'un socle de basalte au bord duquel était bâti le château. On accédait à cette seconde porte par un pont-levis.
Au midi, l'enceinte se composait d'un mur en terrasse très élevé ;
À l'ouest, le mur d'enceinte formait des angles saillants et rentrants et il s'appuyait du côté Sud à une grande tour, de l'autre à celle qui servait de donjon et qui commandait la porte.
Ses cours et des jardins assez vastes s'étendaient entre le château et l'enceinte occidentale.

## Historique

### Sièges

#### Par l'évêque de Clermont
Il a été assiégé en 1105 par Pierre Leroux, évêque de Clermont
- Pierre Adhémar, qui en était seigneur, prétendait exercer sur des églises de l'Abbaye de Mauriac des droits de patronage qui ne lui appartenaient pas. Il avait fait arrêter et emprisonner au château de Ventadour Arnaud, abbé de Saint-Pierre-le-Vif, qui était venu à Mauriac pour installer le nouvel abbé.

Adhémar ou Aymar avait des frères qui portaient le nom de Mauriac, et deux fils :
- - Bernard de Miremont qui partit en Palestine.
  - Guy de Miremont, seigneur de Miremont, qui fait souche de la famille de Miremont.

#### Par les Anglais
Il a aussi été pris par surprise en 1357 par le capitaine anglais Robert Knoll qui y mit comme capitaine Mondonet de Badefol qui en fut chassé, mais qui était parvenu à le reprendre en 1374. Pierre d'Aigrefeuille, évêque de Clermont et toujours suzerain de Miremont, sera obligé d'emprunter à Jean d'Armagnac, comte de Rodez, 5 000 livres pour lever des hommes, y mettre le siège et reprendre la place.

#### Par le bailli des Montagnes d'Auvergne
Après que le 15 avril 1574, Henri de Bourbon, vicomte de Lavedan, qui était le chef du parti calviniste en Auvergne, se fut emparé de la ville de Mauriac, les États du Pays de Haute-Auvergne se réunirent à Murat et votèrent la levée d'une somme de 80 000 livres pour délivrer toutes les villes aux prises des religionnaires : Mauriac, Pleaux, Laroquebrou, etc. Commandé par Gilles de Montal, seigneur de Laroquebrou, lieutenant-général du roi, le siège a été mis devant le château qui fut battu de 900 coups de canon, le donjon en partie démoli, une brèche ouverte dans la muraille et l'assaut donné. Mais la garnison était très aguerrie et se défendit bien, le Vicomte de Turenne perdit vingt de ses meilleurs gentilshommes, et le siège dut être levé. Les protestants continuèrent pendant plusieurs mois à piller le pays et à rançonner les paysans. Gilles de Montal établit un camp près du château pour surveiller et attendit que la place soit dégarnie de ses meilleurs troupes.

### Possesseurs
Au XIIIe siècle, la seigneurie est, comme les tours de Merle, possédée par plusieurs familles :

#### Famille d'Albars
- Il existait une tour d'Albars.

#### Famille de Mauriac
- En 1255, Guy de Mauriac, était coseigneur de Miremont et de Tournemire.
- En 1515, par l'effet d'une transaction, Louise de Rilhac, veuve de Guillaume de Mauriac, reçoit pour son douaire : « une chambre à la tour neuve, une autre chambre à ladite maison, la cave de la tour neuve, la moitié du jardin grand qui est pardevant ladite maison, la tenue d'un bœuf pour engraisser et une pipe de vin chaque an ».
- Henri de Mauriac, fils de Jean, seigneur de Miremont, a une fille qui apporte une part de Miremont en épousant Antoine de Plas, seigneur de Valon
- En 1580, François de Mauriac et son fils vendent pour 18 000 livres leur part de Miremont à Claude de Lévis, seigneur de seigneur de Charlus et chambellan du roi.

#### Famille de Saint-Exupéry
- Gédéon de Miremont, n'eut que deux filles :
- Marthe de Miremont qui apporta la seigneurie par son mariage avec Élie de Saint-Exupéry, seigneur de Saint-Exupéry-les-Roches, un village à 5 km d'Ussel. Ils eurent un fils Ebles II qui lui-même eut plusieurs enfants, dont:
  - Pierre de Saint-Exupéry, abbé d'Aurillac,
  - Gaubert de Saint-Exupéry, seigneur de Miremont,

À la fin du XVIe siècle, la famille de Saint-Exupéry est parvenue à réunir dans ses mains toutes les coseigneuries.
- Guy de Saint-Exupéry, seigneur de Miremont, de Favars, du Chairol, était bailli des Montagnes d'Auvergne en 1562. Il épouse l'impétueuse Madeleine de Saint Nectaire dont il eut trois filles :
  - Rose de Saint-Exupéry, mariée à Louis de Reilhac, fils de Jean, seigneur de Nozières,
  - Marguerite de Saint-Exupéry,
  - Françoise de Saint-Éxupéry, dame en partie de Miremont, fut mariée en 1571 à Henri de Bourbon-Malauze (1544-1611), chef du parti calviniste en Auvergne.
- Louis de Bourbon, leur fils, sera condamné lors des grands jours d'Auvergne.

#### Famille de Bourbon-Malause
Le seigneur de Charlus était toujours coseigneur de Miremont en 1585.
Les deux seigneurs Claude de Lévy-Charlus et Henri de Bourbon durent faire un règlement de jouissance pour partager les droits: le premier eut dans son lot un corps de logis flanqué de deux tours, l'une carrée et l'autre ronde, la boulangerie et une cour séparée par un mur élevé. Plusieurs parties restaient indivises : une tour placée dans la cour du vicomte de Lavedan, l'entrée du château qui se faisait par un grand portail et un pont-levis dans la cour du comte de Chaslus ainsi que le bois et la chapelle, mais chaque seigneur avait sa cloche.
(...)
- En 1747, Marie-Geneviève de Bourbon-Malause, fille de Louis-Auguste, vend Miremont

#### Famille de Basquiat
- Louis-Hector, marquis de Simiane, achète la seigneurie et se marie l'année suivante à Clermont-Ferrand avec Marie Esther Émilie Aldebert de Séveyrac, fille de François, seigneur de Saint-Martin et Marie-Angélique de La Vernède.

Le château n'est plus habité depuis longtemps et coûteux à entretenir  il le fait démolir en 1777.

## Visites
Visites libres autour des ruines qui sont protégées.